# Lars von Stedingk
Lars Ritter von Stedingk, född den 1 juli 1869  i Köpenhamn, död den 8 augusti 1938 i Djursholm, var en svensk friherre, militär och företagsledare.
von Stedingk blev underlöjtnant vid flottan 1893 och kapten 1903. Han var verkställande direktör för Djursholms aktiebolag 1908–1928. 
von Stedingk var son till Eugène von Stedingk och Wilhelmina Gelhaar. Han var far till Styrbjörn von Stedingk. De är begravna på Djursholms begravningsplats.